# Monsieur Ibrahim e i fiori del Corano
Monsieur Ibrahim e i fiori del Corano (Monsieur Ibrahim et les fleurs du Coran) è un film del 2003 diretto da François Dupeyron, tratto dal romanzo omonimo di Éric-Emmanuel Schmitt.
La pellicola è stata presentata fuori concorso alla 60ª Mostra internazionale d'arte cinematografica di Venezia.

## Trama
Parigi, anni sessanta. Moїse Schmidt è un undicenne di origine ebraica, che abita nella rue Bleue, in un quartiere della classe operaia della capitale, insieme ad un padre assente e scostante, perso nel mito del figlio maggiore, Popol, andato via insieme alla madre.
Il ragazzino fa la spesa nel negozio di alimentari dell’arabo, Monsieur Ibrahim, dove ogni tanto ruba cibo in scatola per riuscire a arrivare a fine giornata con i pochi soldi che gli passa il padre.
Un giorno nella rue Bleue arriva una troupe per girare un film con una bellissima attrice bionda che sembra Brigitte Bardot; tutti sono affascinati, durante una pausa lei entra nel negozio di M. Ibrahim per una bottiglia d'acqua che lui le fa pagare caro. “Per ripagarmi di quello che mi rubi tu”, confida poi a Moїse, che lui chiama Momo. Tuttavia non gli serba rancore, anzi gli regala bottiglie e scatolette, gli dispensa preziosi consigli su come amministrare il denaro e su come ricercare la felicità. La loro amicizia si sviluppa e presto Moїse si sente più vicino a Ibrahim che al padre.
Mentre Momo prende sempre più confidenza con M. Ibrahim, che rivela di non essere un arabo nordafricano ma di essere originario della Mezzaluna d’oro, la Mesopotamia, e di aderire, dal punto di vista religioso, al sufismo.
Il padre perde il lavoro e qualche giorno dopo se ne va di casa lasciandogli tutti i soldi e un biglietto d'addio in cui confessa la propria inadeguatezza. Si suiciderà gettandosi sotto un treno. L'amicizia con Ibrahim si consolida, Momo gli chiede di adottarlo, l'uomo ci riesce con qualche difficoltà.
Ibrahim ha deciso di tornare in visita al suo lontano Paese, da dove manca da molti anni. Acquista un'automobile nuova e prende lezioni di guida, poi parte con Momo per un viaggio via terra attraverso l'Europa. A Istanbul cominciano a entrare in contatto con l'Oriente. Ibrahim porta il ragazzo a una cerimonia di danza dei dervisci, poi attraversano l'Anatolia. Purtroppo, quando è già in vista del villaggio, Ibrahim rimane vittima di un incidente automobilistico.
Tornato a Parigi, Momo scoprirà che il padre adottivo gli ha lasciato tutto. Sarà lui a gestire adesso il negozio di alimentari, e malgrado sia ebreo diventerà l’arabo della rue Bleue.

## Riconoscimenti
- 2003 Mostra del cinema di Venezia, premio del pubblico per il miglior attore a Omar Sharif[1]
- 2003 Chicago International Film Festival, Silver Hugo per il migliore attore a Pierre Boulanger
- 2004 Premio César per il migliore attore a Omar Sharif